# Júlio Honório

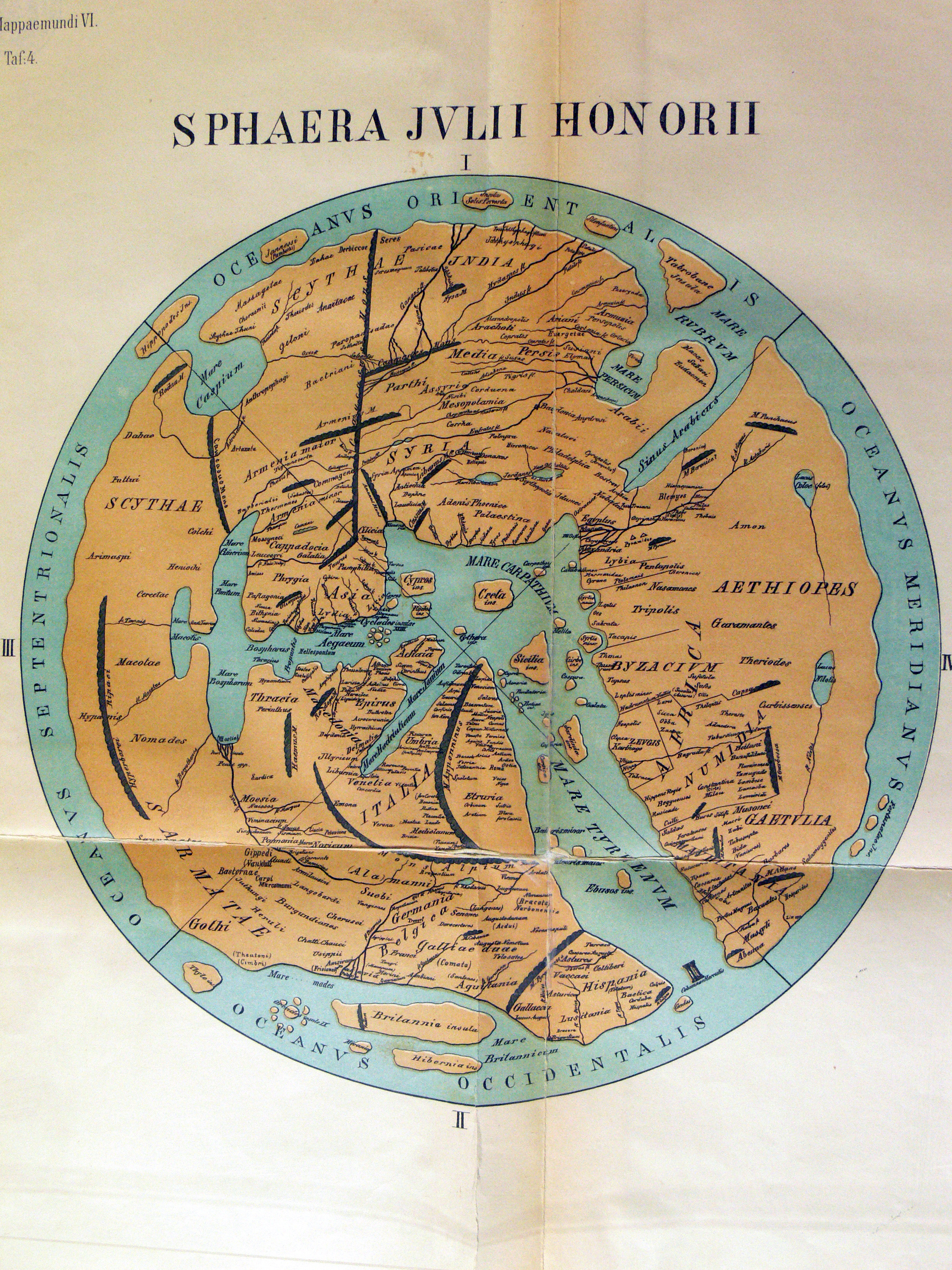
Mapa do mundo de Julius Honorius

Júlio Honório (do latim: Iulius Honorius), também conhecido como "Júlio Orator", foi um cosmógrafo e escritor latino que viveu entre os séculos IV e V. É conhecido unicamente por um breve tratado geográfico intitulado Cosmographia, em que divide o mundo em quatro oceanos (Oceanus Orientalis, Occidentalis, Septentrionalis, Meridianus). A obra era um conjunto de notas que foram escritas por um de seus estudantes enquanto ele lecionava sobre o mapa mundi (sphaera), e é conhecida por referências a este trabalho por escritores posteriores, tais como Cassiodoro. A importância do trabalho é que é um dos poucos trabalhos de geografia deste período no qual qualquer confiança pode ser creditada. Não se sabe mais nada de sua vida e nem mesmo a data de Cosmographia é conhecida com certeza. A referência de Cassiodoro o localiza depois do século VI, porém estudos mais recentes sugerem uma data anterior ao século IV.